# Helmer Elmqvist
Helmer Frans Adolf Elmqvist, född den 1 januari 1864 i Stockholm, död den 30 juni 1927 i Tomteboda, var en svensk präst.
Elmqvist blev 1883 student vid Uppsala universitet, där han avlade teoretisk teologisk examen 1893 och praktisk teologisk examen samma år. Han prästvigdes sistnämnda år, varefter han blev pastoratsadjunkt i Solna 1898 och komminister där 1917. Elmqvist blev regementspastor vid Svea trängkår 1899, vid Livgardet till häst 1907, ordinarie lärare vid Tomteboda blindinstitut 1903 samt predikant vid Allmänna garnisonssjukhuset i Stockholm 1907. Han var ordenskaplan 1923–1925. Elmqvist blev ledamot av Vasaorden 1915. Han vilar på Solna kyrkogård.